# Frauen vom Don
Die Union der Frauen vom Don (russisch Союс «Женщины Дона», englisch Union of the Women of the Don) ist eine Nichtregierungsorganisation in Nowotscherkassk in Russland, die sich für die Rechte von Frauen und Kindern einsetzt.

## Geschichte
Die Vereinigung der Frauen vom Don wurde 1993 gegründet und 1994 offiziell registriert. Leiterin ist seitdem Walentina Tscherewatenko. 1995 eröffnete sie eine Beratungsstelle für Frauen in Problemsituationen.
2014 wurde sie als „Organisation, die die Funktion eines ausländischen Agenten erfüllt“, beim russischen Justizministerium registriert, da sie finanzielle Unterstützung aus dem Ausland erhalten hatte. 2015 konnte sie die Registrierung wieder aufheben lassen.
Ihre Leiterin Walentina Tscherwatenko wurde trotzdem angeklagt, weil sie die Registrierung nicht freiwillig vornahm. Ihr drohen zwei Jahre Haft.

## Tätigkeiten
Die Organisation bietet vor allem juristische und psychologische Beratung und Unterstützung für Frauen in Notsituationen. Ein weiteres wichtiges Anliegen ist die Unterstützung von Kindern und Jugendlichen und die Stärkung ihrer Rechte.
Die Vereinigung der Frauen vom Don führt Kurse und Seminare für Frauen durch, in denen sie ihnen helfen will, ihre Rechte kennenzulernen und durchzusetzen.
Sie führt Konferenzen und Informationsveranstaltungen durch und geht in Schulen, um Schüler über ihre Rechte aufzuklären und ihnen Unterstützung anzubieten.
Die Vereinigung der Frauen vom Don arbeitet mit nationalen und internationalen Nichtregierungsorganisationen wie Memorial und der Rosa-Luxemburg-Stiftung zusammen.